# Pamphobeteus insignis
Pamphobeteus insignis là một loài nhện trong họ Theraphosidae.
Loài này thuộc chi Pamphobeteus. Pamphobeteus insignis được Mary Agard Pocock miêu tả năm 1903.